# Újvidéki Nagy Nemzetgyűlés
Az Újvidéki Nagy Nemzetgyűlést 1918. november 25-én tartották Újvidéken, ahol a bánáti, bácskai és baranyai szerbek, bunyevácok és más szlávok nemzetgyűlése megszavazta Baranyának, Bácskának és Bánátnak a Szerb Királysághoz való csatlakozását, ezzel ez a rész de facto elszakadt az Szlovének, Horvátok és Szerbek Államától, melyet alig egy hónappal korábban, október 29-én kiáltottak ki Zágrábban. A nemzetgyűlés, amelyre az Első Magyar Köztársaság november 16-iki kikiáltása után került sor, 211 önkormányzat 757 népképviselője szavazta meg az említett terület Magyarországtól való elszakadását, az Ausztria-Magyarországgal fennálló államjogi kapcsolatok megszüntetését, és az új jugoszláv államszövetség keretein belül kinyilvánította a Szerb Királyság való egyesülését. A gyűlés nemzetiségi összetétele a következő volt: 578 szerb, 89 horvát, 62 szlovák, 21 ruszin, 6 német és 1 magyar. A nemzetgyűlés határozatát annak ellenére ismerték el legitimnek, hogy ebben az időben ezen a területen kétszer annyi német és magyar élt, mint szerb. Ennek ellenére az említett két nemzetnek összesen 7, a szerbeknek pedig 578 küldöttük volt.

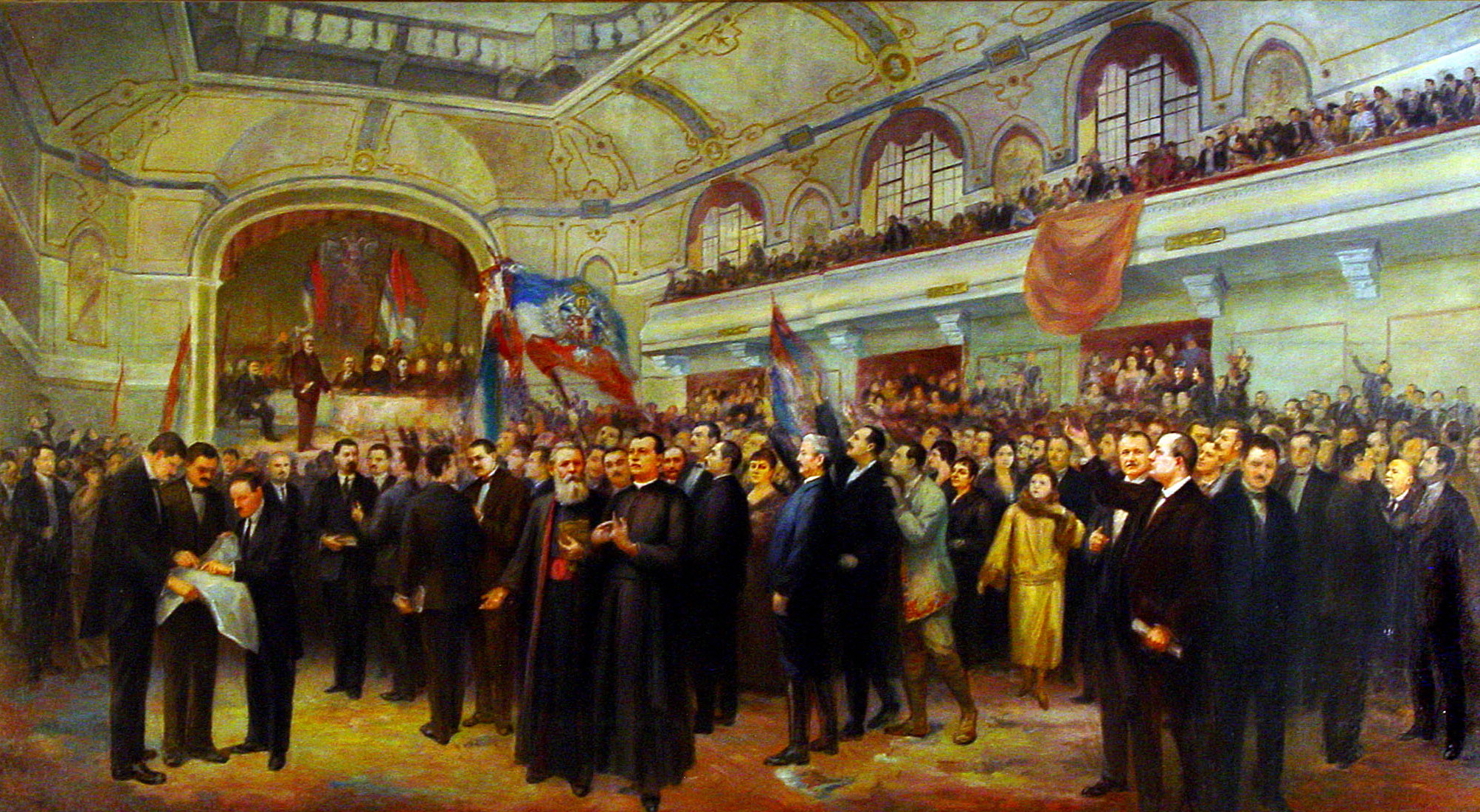
1918. november 25-én Újvidéken tartották a Bánáti, Bácskai és Baranyai Szerbek, Bunyevácok és más Szlávok Nagy Nemzetgyűlését.

## Előzmények
1918 októberében sem a horvátok, sem a szerbek nem voltak teljesen egységesek Baranya, Bácska és Bánát (ekkor még nem Vajdaság, mert az autonóm  Vajdaság csak a második Jugoszláviában jött létre) államjogi helyzetének és státusának megoldásában. A magyar elithez közel álló horvátok egy része a dél-magyarországi területnek a magyar föld részeként való megmaradását szorgalmazta, míg a szerb politikai elit egy része, élükön a radikális Jaša Tomićtyal, amely ezekben a pillanatokban teljesen távol maradt, szinte megdöbbent az események gyorsaságán, a hazafias beállítottságú horvátok és szerbek másik része pedig amellett szállt síkra, hogy ezt a területet csatolják az akkoriban Zágrábban szerveződő Szlovének, Horvátok és Szerbek Államához (SHS Állam). Mindazonáltal abban a kaotikus időszakban az SHS Állam nagyon nehéz helyzetbe került, mert az egész területet teljes anarchia és a régi államrendszer felbomlása uralta, külpolitikai fronton pedig Olaszország és Szerbia folytatott expanzionista és nagyon harcos politikát, amely egymás között akarta felosztani a területet, valamint azzal fenyegetőzött, hogy úgy jár el, ahogyan azt korábban az antant képviselői Londonban garantálták.
A régió nagyobb településein szerb és bunyevác nemzeti tanácsok alakultak. A három legfontosabb délszláv nemzeti tanács az Újvidéken 1918. november 3-án megalakult Szerb Nemzeti Tanács, a Zomborban 1918. november 4-én megalakult Bunyevác–Szerb Nemzeti Tanács és a Szabadkán 1918. november 10-én megalakult Szerb Nemzeti Tanács volt. Ezek ellensúlyozására német és magyar nemzeti tanácsok is alakultak november elején, így például Pancsován, Versecen, Újvidéken, Zomborban, Kishegyesen, Óbecsén alakult magyar nemzeti tanács. A nemzeti ellentéteket azonban jól mutatja, hogy amikor Sajkásszentivánon a magyarok megalakították a saját nemzeti tanácsukat, azt a szerb lakosság erőszakkal szétverte.
Az 1918. október 31-iki őszirózsás forradalom Magyarország és Ausztria kapcsolatai megszakadásának kezdetét jelentette. Károly király a forradalom vezérét, Károlyi Mihályt miniszterelnökké nevezte ki. A németek és magyarok, a Bánát területének második és negyedik legnagyobb nemzete, még aznap, vagy másnap, november 1-jén kikiáltották a Bánáti Köztársaságot. A polgári kormány vezetője a német Otto Roth, a katonai parancsnok pedig a magyar Barta Albert volt, aki november 9-én az új Magyarország védelmi minisztere lett. A köztársaságot az új magyar kormány elismerte, és a németek és magyarok képviselői mellett az első és harmadik legnagyobb nemzet, a románok és a szerbek képviselői is bekerültek a Bánsági Nemzeti Tanácsba. A románok nem akarták elismerni a Bánáti Köztársaságot, mert a Romániával való egyesülést szorgalmazták. A Bánáti Néptanács 1918. november 4-én katonai különítményeket és nemzetőröket szervezett azzal a szándékkal, hogy átvegye a Bánát irányítását. A szerb hadsereg azonban a franciák segítségével november 15-re elfoglalta Baranya, Bácska és Bánát egész területét, így a Bánáti Köztársaság megszűnt. Másnap, november 16-án IV. Károly király bejelentette kivonulását a magyar politikából és kikiáltották a Magyar Köztársaságot, amely kénytelen volt elfogadni az újonnan kialakult helyzetet.
Ezt a kaotikus helyzetet különösen ügyesen használta ki a zágrábi Nemzeti Tanács alelnöke Svetozar Pribićević, aki a Szerb Királysággal való lehető leggyorsabb feltétel nélküli egyesülés felé irányította az új kormány végrehajtó szervének munkáját. Ennek érdekében azt közölte a Nemzeti Tanács szerb képviselőjével Vasa Stajićtyal és a bácskai bunyevácok egyik vezetőjével, Raško Rajićtyal, hogy szakítsák meg kapcsolataikat a zágrábi Nemzeti Tanáccsal. Rajić, miután novemberben visszatért Szabadkára, amely akkoriban a bácskai, bánáti és baranyai népmozgalom központja volt, a Horvát Agrárbank helyiségében szervezett megbeszélésen Pribićević közlése alapján tájékoztatta a horvátok és a szerbek képviselőit, akik úgy döntöttek, hogy folytatódik a terület szétválasztása. Ezt a döntést a szabadkai szerb képviselők is jóváhagyták november 5-iki találkozójukon, amelyet a Manojlović testvérek otthonában tartottak.

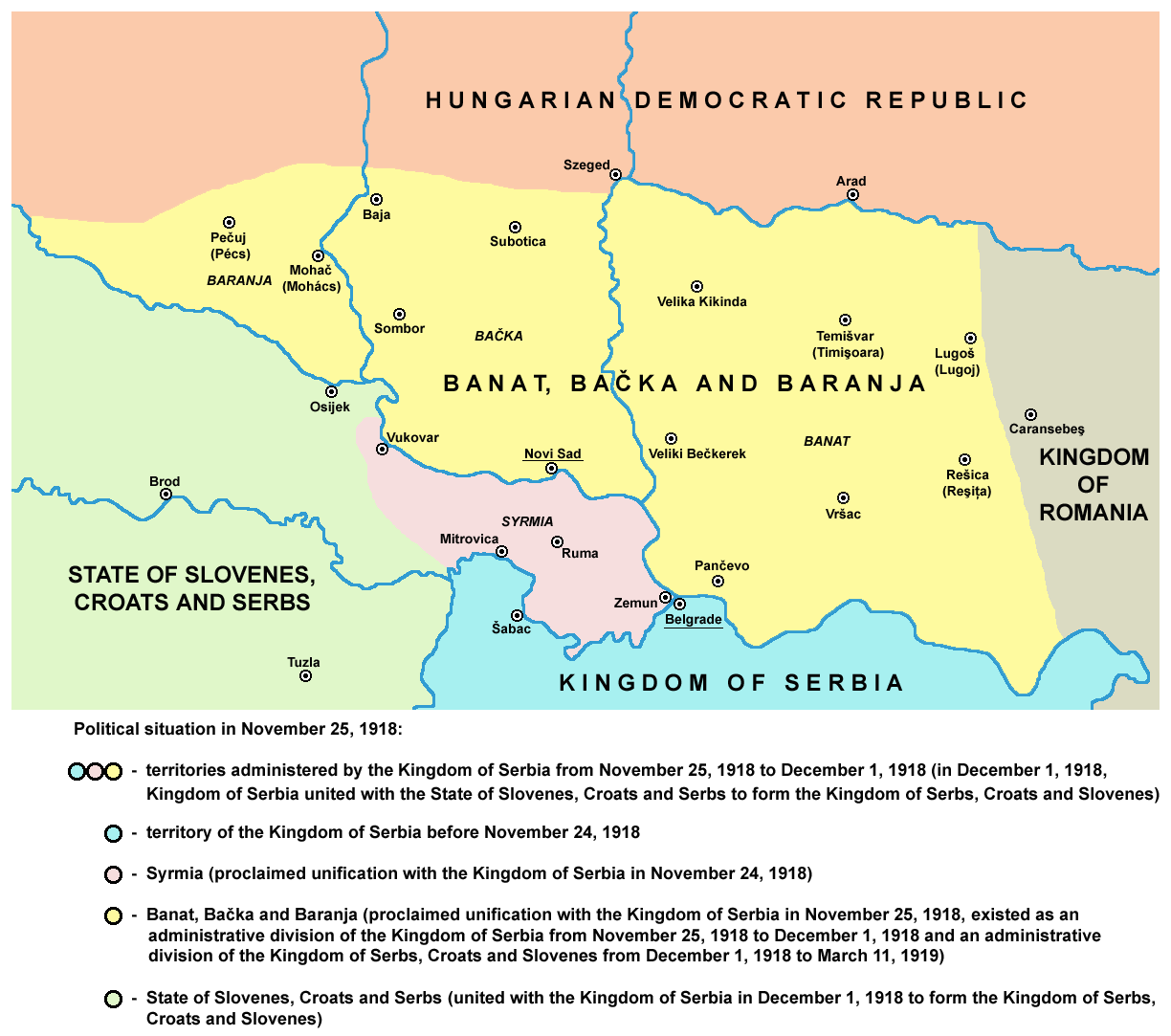
Bácska, Bánát, Baranya és a Szerémség helyzete 1918. november 25-én

Mindeközben a radikális Jaša Tomić a hozzá hű újvidéki szerbek egy részével erőteljesebben lépett fel Belgrád irányában, noha akkoriban a szerb monarchista elit korábbi passzív attitűdje miatt még nem teljesen hajlott az egyesülésre. Ezektől az elitektől csak később kapott utasítást a Baranya, Bácska és a Bánát újvidéki Nagy Nemzetgyűlésének mielőbbi megszervezésére, amelyen majd döntés születik arról, hogy az egyesülés nem Zágrábon, hanem csak Belgrádon keresztül megy végbe. Terveiről nem tájékoztatta a szabadkai bunyevácokat, de a Szerbia határain kívüli szerbek őt nem kedvelő részét sem. Az Újvidéki Szerb Nemzeti Tanács 1918. november 17-én körlevelet küldött szét a Bácska, a Bánát és Baranya helységeibe, amelyben felszólította a szerbeket, a bunyevácokat és a „többi szlávokat”, hogy 1918. november 25-én küldjék el küldötteiket Újvidékre. A körlevél úgy fogalmazott, hogy ennek a népgyűlésnek kell eldöntenie, hogy melyik államhoz akarnak tartozni.
Időközben a katonai helyzet is alaposan megváltozott, mivel a Szerb Királyság hadserege Belgrádból kiindulva már 1918.november 10-én elfoglalta az akkori Magyar Királysághoz tartozó Zimonyt és Pancsovát. A szerb előrenyomulás ezután Bácskában és Baranyában folytatódott. November 12-én a szerbek megszállták Újvidéket, 13-án Óbecsét, Szabadkát, Zombort, Eszéket és Baját, 15-én pedig bevonultak Pécsre, Szigetvárra és Barcsra is. A Bánságban november 13-án elfoglalták Nagybecskereket, 15-én Versecet, majd 19-én Nagykikindát és november végén a szerb hadsereg már a Maros folyó vonalánál állt.

## Az újvidéki nyilatkozat

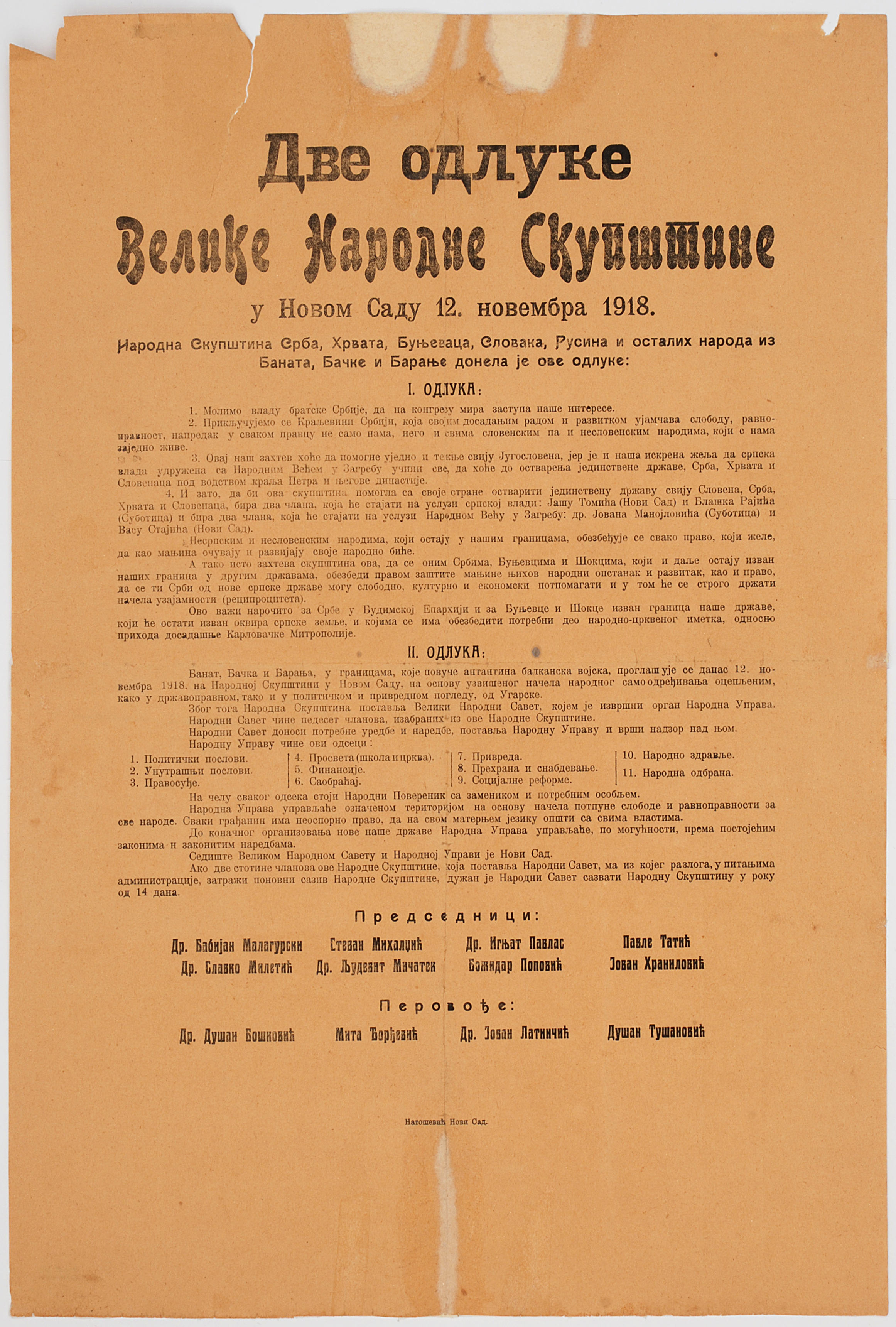
A Nagy Nemzetgyűlés határozatai

Ilyen előzmények után ült össze 1918. november 25-én Újvidéken a Nagy Nemzetgyűlés. A délvidéki szerbek egyik vezető politikusa, a Zágrábban tartózkodó Vasa Stajič, november 25-én táviratot küldött az összeülő népgyűlés elnökségi tagjának, Ignat Pavlasnak. Ebben azt javasolta, hogy a nemzetgyűlés ne mondja ki a Vajdaságnak a Szerb Királysághoz történő csatlakozást. Ehelyett azt tanácsolta, hogy a vajdaságiak alakítsanak önálló tartományi kormányt. A szerb radikális törekvéseknek már akkor is egyértelműen ellenállt a bunyevácok képviselője, Babijan Malagurski, aki még azzal is fenyegetőzött, hogy elhagyják ezt a bohózatos találkozót, ha nem változtatják meg a dokumentum tartalmát, és nem térnek vissza az eredeti javaslathoz, hogy az egyesítés Zágrábon keresztül történjen, ahogyan arról korábban Szabadkán és Újvidéken is megállapodtak. Mivel azonban kompromisszum született arról, hogy két nyilatkozatot dolgoznak ki, mégis megtartották a közgyűlést. Ilyen felvillanyozott, érzelmekkel teli légkörben a szerb radikális Jaša Tomićnak utólag sikerült átnyomnia a saját változatát. Így az Újvidéki Nyilatkozat egyik részében, a 2. pontban ezt követően a „jugoszláv országokba” való egyesülést tartalmazó szövegrészt az „egyesülés a Szerb Királysággal” szavakkal cserélték fel. Tomić ugyanis pontosan ezzel próbálta leplezni valós terveit, hogy a területet közvetlenül Szerbiához csatlakoztassa, melyet erősített, hogy a valóságban a szerb hadsereg már korábban megtette ezt azzal, hogy elfoglalta a területet, és az új szerb területek határa a Maros-Szabadka-Baja-Pécs képzeletbeli vonaláig húzódott.
Végül a közgyűlés a következő határozatot hozta:
1. Felkérjük a testvéri Szerbia kormányát, hogy a békekongresszuson képviselje érdekeinket.

2. Csatlakozunk a Szerb Királysághoz, amely eddigi tevékenységével és fejlődésével nem csak számunkra, de valamennyi szláv és velünk élő nem szláv nép számára is garantálja a szabadságot, az egyenlőséget és a minden irányú haladást.

3. Ez a követelés egyúttal támogatni kívánja a délszlávok törekvését, … hogy Péter király és uralkodó háza vezetésével létrejöhessen a szerbek, horvátok és szlovének egységes állama.
A Nagy Nemzetgyűlés tehát kimondta a Bánát, a Bácska és Baranya csatlakozását a Szerb Királysághoz, azaz a Zágráb kontra Belgrád kérdésben a Szerb Királysághoz való csatlakozásról döntött. Egyúttal megválasztotta az 50 tagból álló Nagy Nemzeti Tanácsot, amely az operatív feladatok ellátására életre hívta a „Bánát, Bácska, Baranyai Nemzeti Igazgatóságot”, mely egy elnökből és 11 „miniszterből” állt.
A Nagy Nemzetgyűlés tehát nem volt más, mint a katonai realitások megerősítése, mert a lakosság nagy része még véleményt sem tudott mondani erről az aktusról, míg a döntés másik részét Jaša Tomić erősen manipulálta. Nem szabad megfeledkeznünk arról sem, hogy a trianoni tárgyalások során a szerb kormány képviselőit nem érdekelte teljes mértékben Baranya és Bácska egész területe, és maga Nikola Pašić miniszter, később miniszterelnök is kijelentette a katolikus vallású bunyevácokra utalva, hogy „elég a latinokból”, ami egyértelműen arról tanúskodik, hogy már akkor is veszélyt érzett Bácska és Baranya nem szerb lakossága részéről a szerb politikai célok megvalósítása tekintetében. Pašić döntésének a következménye az volt, hogy a tárgyalások során feladta Baranya Pécs és Mohács környéki területét, valamint a bajai háromszöget, ahol akkor még nagyrészt bunyevác és sokác horvátok laktak, ami miatt az ottani horvát katolikus lakosság eleinte nagyon elégedetlen volt a monarchista belgrádi kormány döntéseivel, mert ez a nemzet most először szakadt kétfelé két állam között. Ez volt a horvát elit első politikai veresége is az egyesüléspárti és a nagyszerb monarchista körökkel vívott összecsapásban, mert nem tudták megvédeni a bácskai és baranyai horvátok érdekeit.

## A legitimitás kérdése
Különösen szembetűnő, hogy az akkori lakosság több mint felét kitevő magyarokat és németeket (az 1910-es népszámlálás szerint a magyarok a terület teljes lakosságának 32,6%-át, a németek 23,7%-át tették ki) alig hívták meg erre a gyűlésre, így ez az aktus a szerb radikálisok színfalak mögötti antidemokratikus magatartására utal. Az említett gyűlésen a sebtében összegyűlt 757 küldöttből 578 volt szerb, 89 bunyevác horvát, 62 szlovák, 21 ruszin és mindössze 6 német és csak egy volt magyar, így egyértelmű volt, hogy a gyűlésen megakadályozzák azt a törekvést, hogy Baranyát, Bácskát és a Bánátot Zágrábon keresztül integrálják illetve, hogy ez a terület Dél-Magyarország része maradjon. Mindebben kulcsszerepet játszott a szerb radikális Jaša Tomić, aki még a közgyűlés megkezdése előtt, megkerülve az SHS-t, illetve a zágrábi Nemzeti Tanácsot, az előkészítő konferencián javaslatot terjesztett elő, hogy az említett tartományokat azonnal egyesítsék a Szerb Királysággal. 1918 őszén, a Délvidéken tehát minden szlávot (szerbek, bunyevácok, horvátok) megilletett az önrendelkezési jog, csak a többségi két nemzetet – a magyarokat (27,9%) és a németeket (23,9%) – nem, pedig ők együtt a népesség több mint a felét alkották. Ez mindenféleképpen a Wilson-féle önrendelkezés-elv semmibevétele volt. Jellemző, hogy a  Vajdaság etnikai viszonyaira való tekintettel a versailles-i békekonferencián részt vevő jugoszláv küldöttség is tartózkodott attól, hogy a november 25-i újvidéki határozatokra, mint a kérdéses terület államjogi helyzetét a népek önrendelkezési joga alapján meghatározó dokumentumra hivatkozzék.

## Fordítás
Ez a szócikk részben vagy egészben  a   Novosadska skupština című horvát Wikipédia-szócikk ezen változatának fordításán alapul.  Az eredeti cikk szerkesztőit annak laptörténete sorolja fel. Ez a jelzés csupán a megfogalmazás eredetét és a szerzői jogokat jelzi, nem szolgál a cikkben szereplő információk forrásmegjelöléseként.